# Мелтон, Джон Гордон
Джон Го́рдон Ме́лтон (англ. John Gordon Melton; род. 19 сентября 1942; Бирмингем, Алабама, США) — американский религиовед.
Директор-основатель «Института исследований религии в Америке» (Вудвей (штат Техас)), специалист по исследованию религии и новых религиозных движений при кафедре религиоведения Калифорнийского университета в Санта-Барбаре, заслуженный старший научный сотрудник Института по изучению религии Бейлорского университета, один из основателей и членов правления CESNUR.
Автор более 35 научных трудов, включая несколько энциклопедий, альманахов, учебников, а также множества научных статей и докладов по новым религиозным движениям и религии в США. Областью его научных интересов являются основные религиозные традиции мира, новые религиозные движения, оккультизм, парапсихология, нью-эйдж и вампирология.

## Биография
Джон Гордон Мелтон родился в Бирмингеме, Алабама, в семье Барнума Эдгара Мелтона и Инез Паркер.

### Образование
В 1964 году он получил степень бакалавра гуманитарных наук в области философии/религии, а также бакалавра естественных наук в области геологии от Бирмингемского южного колледжа, продолжив затем богословское обучение в Гарреттской теологической семинарии, где в 1968 году получил степень магистра богословия.

### Семья
В 1966 году Мелтон женился на Дороти Дадли. Брак закончился разводом в 1979 году. От этого брака у него родилась дочь — Мэлани Ньюхауси (англ. Melanie Newhouse), мать четырёх детей, проживает в Санта-Барбаре В настоящее время женат на Сьюзи Гордон с которой живёт в Уэйко

### Объединённая методистская церковь
В 1968 году Мелтон был рукоположён в старейшины Объединённой методистской церкви, где в настоящее время является епископом. Он исполнял обязанности методистского пастора в деревне Уянет, Иллинойс (1974—75), а затем в Эванстоне (1975—80).

## Вклад в Британнику
Мелтон занимает второе место после Кристин Саттон по объёму вклада в «Энциклопедию Британнику». Он является автором 15 статей: Аум синрикё, Ветвь Давидова, Викка, Врата рая, Дети Бога, евангелисты, Нью-эйдж, пятидесятники, сайентология, свидетели Иеговы, кришнаиты, Храм народов, Христианская наука и Эканкар.

## Исследования религиозных групп
В 1975 году Мелтон получил докторскую степень по истории и литературе в Северо-западном университете в Чикаго. В своей докторской диссертации он провёл обзор 800 религиозных групп, существовавших в то время в США. Проделанные Мелтоном исследования привели к созданию классификационной системы, повсеместно используемой в современном религиоведении.
В одной из своих монографий подробно рассказывал, откуда у него появилась тяга к религиоведению: «по роду деятельности, самым большой страстью в моей жизни это было писать о человеке, которого я никогда не встречал, но который стал моим героем — Элмер Кларк.<…>В то время, как мои сверстники увлекались НЛО, Элвисом Пресли или алабамским футболом в течение всего выпускного года в старшей школе я находился под впечатлением одной из книг Кларка — „Крохотные секты в Америке“. После её прочтения, я возжелал бросить все силы на описание всех американских альтернативных религий».
Также Джон Мелтон является членом совета по научному консультированию редакционной коллегии религиоведческого журнала про НРД — Nova Religio.

## Институт исследований религии в Америке
В 1968 году в Эванстон (штат Иллинойс) основал «Институт исследований религии в Америке» (англ. Institute for the Study of American Religion), став его бессменным директором. Институт был призван осуществлять поддержку изучения религий в Северной Америке путём сбора, подготовки и систематизации источников и проведения полевых исследований. За всё время существования Институт подготовил и издал более 400 справочников и научных трудов, включая выпущенную в 2009 году восьмым изданием «Мелтоновская энциклопедия религий в Америке» (англ. Melton’s Encyclopedia of American Religions).
В 1985 году Институт был переведён в Калифорнию в город Санта-Барбару. В это же время Мелтон передал в дар Дэвидсонской библиотеке Калифорнийского университета в Санта-Барбаре архив своего Института, который известен там, как «Собрание Джона Гордона Мелтона о религиях Америки» (англ. J. Gordon Melton American Religion Collection.)

## Методология и опыт написания работ
Обзор исследований
Большую часть научного вклада Мелтона составляют публикации и полевые исследования альтернативных и малочисленных религиозных объединений. Взяв за основу труды уважаемого им Элмора Кларка, Мелтон предложил свою, определив сущность учения, количество и место множества различных церквей, господствующих религиозных традиций, новых и альтернативных религий обосновавшихся в Северной Америке.
Его «Энциклопедия американских религий», впервые изданная в 1978 году, стала образцом научной новизны, заменив собой классификацию Кларка, составленную ещё в 1940-х годах.
Также в число его работ входят «Биографический словарь руководителей американских культов и сект», «Энциклопедия оккультизма и парапсихологии», «Альманах Нью-эйджа», «Религия прайм-тайма»(в соавторстве с Филлипом Лукасом и Джоном Стоуни).
Мелтон выступил и как автор четырёх разнотематических серий книг: «Церкви вещают», «Культы и новые религии», «Секты и культы в американских библиографических указателях», «Системы религиозного оповещения». Некоторые из этих работ предлагают ценные сведения для изучения истории американских религий и церковной истории.
Джон Мелтон является членом редакций научных журналов, автором или соавтором статей в различных сборниках, справочниках, энциклопедиях и монографиях по теме религии и новых религиозных движений.
Исследовательская значимость
Большой вклад был сделан Мелтоном в доскональном сравнении первоисточников религиозных групп и движений. Его методология находится под влиянием изучения церковной истории и феноменологии религии. Мелтон получает данные, исследуя первоисточники
и встречаясь с руководством или представителями определённой церкви или религиозной группы. Встреча проходит с целью получения вероучительной литературы, а также чтобы уточнить первоосновы учения и религиозного опыта. Опросник Мелтона содержит вопросы
о статистике членства, о заметных событиях в истории и т. д. Все эти подробности заносятся в черновую рукопись, прежде чем облечься в такие работы, как «Энциклопедия американских религий».
Мелтон использует религиозные тексты изучаемых групп, как основной костяк повествования о них, до того как приступить к научному освещению и осмыслению более общих вопросов о группе — социального, исторического и религиозного.

## Другие области исследований

### Христианское контркультовое и светское антикультовое движение
Джон Мелтон один из известных критиков антикультового движения и некоторых христианских контркультовых организаций, обращая внимание на то, что ещё со времён колоний, многие американские христианские теологи, пасторы, миссионеры и апологеты, ставили вопрос о правомерности существования иных религиозных учений и групп.
Некоторая часть критики Мелтона направлена на бытовавшую в светском антикультовом движении концепцию промывания мозгов, согласно которой у адептов секты происходит перерождение религиозного сознания и психологическая обработка. В 1970—1980-х годах Мелтон был известным противником депрограммирования, поскольку считал, что это является нарушением закреплённых в Конституции США гражданских прав, одним из которых является свобода совести; а также потому, что считал депрограммирование и борьбу с промыванием мозгов малодейственными и сомнительными.
В своём «Энциклопедическом справочнике культов в Америке» Джон Мелтон провёл границу между христианским контркультовым и светским антикультовым движением. Он объяснил их различие на том основании, что оба движения применяют разные подходы к эпистемологии , мотивам и методам. Он также пытался убедить принять это разделение в ходе своего диалога с социологом-евангелистом Рональдом Энросом, как и после беседы Эриком Пиментом из журнала Cornerstone. Позднее такой поход поддержали Дуглас Коуэн и Айлин Баркер.

### Критическая оценка достоверности свидетельств бывших адептов
Мелтон критически относится к показаниям бывших адептов сект, которых он считает вероотступниками. Выступая на одном судебном процессе в качестве свидетеля-эксперта, Джон Мелтон утверждал, что не следует полностью полагаться на показания бывших адептов, которые, как он считает, настроены скрывать правду, а незначительные происшествия возводить до ужасающих. При этом Мелтон ссылается на исследования Дэвида Бромли и Льюиса Картера, утверждая, что в итоге большинство бывших адептов, заявляемых как лица, нуждающиеся в помощи психолога, определялось, как не нуждающееся в таковой. По мнению Мелтона это является решающим доказательством непричастности новых религиозных движений к причинению психологического вреда. Это мнение разделяется одними религиоведами, и отвергается другими.

### New Age
В рукописи, представленной на конференции «Новая Эра и Старый Свет» представленной в экуменическом институте Боссэ в Целиньи (Швейцария), Джон Мелтон представил свой взгляд на «Движение Нью-эйдж», отметив, что оно привело к резкому росту старого оккультного/метафизического сообщества и создав гораздо более положительный облик для оккультизма в западной культуре. Мелтон выразил свою уверенность в том, что сообщество, которое исповедует Нью-эйдж, превратилась «в одно из наиболее значимых малых религиозных сообществ».

### Вампирология
Джон Мелтон занимался исследованиями истории вампиризма, наряду с исследованием современных вампирских сообществ и их ритуалов.
В 1983 году он выступил в качестве научного редактора в книге Мартина Риккардо «Раскопанные вампиры» первый современный библиографический указатель англоязычной литературы по вампирологии.
В 1994 году Мелтон закончил книгу «Вампирская книга: Энциклопедия нежити». А также написал книгу «Вампирская галерея: Кто есть кто у нежити».
В 2000 году в интервью журналу Speak Мелтон рассказал, как его увлекла тема вампиризма: это произошло ещё во время учёбы в колледже. А по настоящему вампирологией он начал заниматься в начале 1990-х: «Начиная с 1990-х вампиры начали поглощать моё свободное время»
В 1997 году Джон Мелтон, совместно с Массимо Интровинье и Элизабет Миллер, в лос-анджельской гостинице Уэстин провели мероприятие, в котором приняло участие 1,5 тысячи человек (некоторые нарядились вампирами). Целью собрания было заявлено: «состязания в литературном творчестве, концерт готического рока и театральные постановки».
На ежегодном съезде Трансильванского общества Дракулы «Терапия и магия в „Дракуле“ Брэма Стокера и загробная жизнь», проходившем в 2004 году в Румынии, было заявлено, что в списке приглашённых значатся Джон Мелтон, Массимо Интровинье и Элизабет Миллер (последние два являются Президентами Трансильванского общества Дракулы в Италии и Канаде соответственно), которые примут участие в конференции Баффи — истребительница вампиров в том же году в Нэшвилле. Мелтон был заявлен как «Посол графа Дракулы в США».
Сам Джон Мелтон возглавляет американское отделение Трансильванского общества Дракулы, хотя оно не отличается постоянной деятельностью, а большинство заявленных членов — члены канадского отделения Общества.

## Эксперт в суде
10 февраля 1987 года Джон Мелтон, совместно с некоторыми учёными из Американской психологической ассоциации представил на рассмотрение Верховного суда Калифорнии экспертное заключение во время проходившего процесса Церкви объединения. Из экспертизы вытекало, что гипотеза промывания мозгов основана на недостоверных сведениях.
В заключение говорилось, что «теория промывания мозгов научно не доказана», а держится на том, что «это обязательство представить соответствующее применение психологического доказательства в судах, несёт вместе с тем сопутствующее бремя, быть бдительным к тем, кто бы использовал заключение эксперта, испытывающее недостаток в научной и методологической строгости».

## Расследование обстоятельств террористического акта Аум Синрикё
В мае 1995 года на ранней стадии полицейского расследования террористического акта с применением отравляющих газов — зарина и VH, который совершила японская деструктивная секта Аум Синрикё, Джон Мелтон с его коллегой — религиоведом Джеймсом Льюисом и защитником религиозной свободы Барри Фишером, ездили в Японию, с целью сказать своё слово по поводу арестов членов Аум синрикё полицией. Они посчитали массовые задержания адептов и изъятие их детей из секты возможным нарушением их гражданских прав.
Мелтон, Льюис и Фишер совершили путешествие в Японию по приглашению и с возмещением затрат от Аум Синрикё, после того как они связались с этой группой, чтобы выразить свою обеспокоенность событиями, а также встречались с представителями властей на протяжении трёх дней.
Не будучи допущенными в химические лаборатории Аум Синрикё, Джон Мелтон вместе с сопровождавшими его коллегами собрали пресс-конференцию, на которой представили экспертное заключение, основанное на имеющихся у них документах. В заключении утверждалось, что Аум Синрикё не имела возможности изготовить зарин и была выставлена козлом отпущения.
Однако, после того, как стало достоверно известно, что Аум синрикё готовила террористический акт и другие преступления, Мелтон пересмотрел свои первоначальные суждения об этой секте. Защита учёными Аум синрикё привела к кризису доверия к религиоведческому сообществу после того, как виновность Аум синрикё в совершённых преступлениях была полностью доказана.

## Критика
Как учёный, пишущий про новые религиозные движения без осуждения, Мелтон подвергается критике со стороны учёных и организаций. В частности со стороны антикультового движения, считающего, что новые религиозные движения представляют опасность для общества, в то время как учёный должен бороться с этим явлением. Так, например, учёные Стивен Кент и Тереза Крибс опубликовали в журнале «Skeptic» (Vol. 6, No. 3, 1998) статью под названием «Когда учёные знают грех», где дали оценку Джону Мелтону, Джеймсу Льюису и Энсону Шуп, назвав их предвзятыми доброхотами по отношению к изучаемым ими новым религиозным движениям. Мелтон, Льюис и Шуп ответили на критику в этом же журнале (Vol. 7, No. 1, 1999). Также Мелтон был определён как «апологет» по отношению к некоторым новым религиозным движениям в San Francisco Chronicle, также сингапурским юристом, как «защитник культов, который на продолжительное время тесно занимался защитой деятельности деструктивных культов», и статье «Апологет против Оповестителя» в известном журнале TIME. Понятие «защитник культов» используется журналом Esquire для описания деятельности Мелтона в инциденте с Аум синрикё.

### Монографии
- J. Gordon Melton The History of the Churches of the Bowling Green Yoked Charge. Clay City, IN: Clay City News, 1967. 65 pp. Rpt.: Center Point, IN: Clay County Genealogical Society, 2003. 73 pp.
- J. Gordon Melton Log Cabins to Steeples: The Methodist Way in Illinois. Commission on Archives and History of the Northern, Central and Southern Illinois Conferences (of the United Methodist Church), 1974. 417 pp.
- J. Gordon Melton A Directory of Religious Bodies in the United States. New York: Garland Publishing Inc., 1977. 305 pp.
- J. Gordon Melton The Encyclopedia of American Religions. Wilmington, NC: Consortium Books, 1978. 2 Vols.; Supplement. Detroit: Gale Research Company, 1985. 177 pp.
  - 2nd Edition: Detroit: Gale Research Company, 1987. 899 pp;
  - 3rd Edition:Detroit, MI: Gale Research Company, 1988. 1102 pp. Rpt.: New York: Triumph Books, 1991. 3 vols.
  - 4th Edition: Detroit, MI: Gale Research Company, 1992. 1217 pp.
  - 5th Edition: Detroit, MI: Gale Research Company, 1996. 6th edition: Detroit: Gale Research Company, 1998. 1243 pp.
  - 7th Edition: Detroit: Thomson/Gale, 2003. 1408 pp. 8th edition revised as Melton’s Encyclopedia of American Religion. Detroit: Gale/Cengate Learning, 2009. 1386 pp.
- J. Gordon Melton, Karl Pruter An Old Catholic Sourcebook , New York/London: Garland Publishing Inc., 1982. 400 pp.
- J. Gordon Melton Magic, witchcraft, and paganism in America: A bibliography, compiled from the files of the Institute for the Study of American Religion, (New York: Garland Publishing,1982), ISBN 0-8240-9377-1. Revised edition co-authored with Isotta Poggi, Garland, 1992.
- J. Gordon Melton,Robert L. Moore The Cult Experience: Responding to the New Religious Pluralism , New York: Pilgrim Press, 1982. 150 pp.
- J. Gordon Melton Planning and Program Priorities for the Northern Illinois Conference of the United Methodist Church: A Report on a Survey of the Churches. Chicago: Long Range Planning Committee of the Northern Illinois Conference, 1984. 15 pp.
- Ronald M. Enroth, J. Gordon Melton Why Cults Succeed Where The Church Fails, Elgin: Brethren Press, 1985. 133 pp.
- J. Gordon Melton An Open Letter Concerning the Local Church, Witness Lee and the God-Men Controversy. Santa Barbara, CA: Institute for the Study of American Religion, 1985. 28 pp.
- J. Gordon Melton Biographical Dictionary of American Cult and Sect Leaders New York/London: Garland, 1986. 344 pp.
- J. Gordon Melton Encyclopedic Handbook of Cults in America New York/London: Garland, 1986 260 pp.; revised edition, Garland, 1992. 407 pp.
- J. Gordon Melton American Religious Creeds (Detroit: Gale, 1988; republished in three volumes, New York: Triumph Books, 1991).
- J. Gordon Melton New Thought: A Reader. Santa Barbara, CA: Institute for the Study of American Religion, 1990. 301 pp.
- Jerome Clark, Aidan Kelly, J. Gordon Melton New Age Encyclopedia. Detroit, MI: Gale Research Company, 1990. 586 pp.
- Jerome Clark, Aidan Kelly, J. Gordon Melton New Age Almanac, Detroit: Visible Ink, 1991. 479 pp.
- J. Gordon Melton Religious Groups in America: A Directory. New York: Garland Publishing, Religious Information Systems, 1991. 311 pp.
- J. Gordon Melton Religious Leaders of America. Detroit, MI: Gale Research Company, 1991. 604 pp. 2nd edition: 1999. 724 pp.
- James R. Lewis, J. Gordon Melton Perspectives on the New Age Albany: State University of New York Press;NY: SUNY Press, 1992. 369 pp.
- Michael A. Koszegi, J. Gordon Melton Islam in North America: A Sourcebook , New York/London: Garland, 1992. 414 pp.
- J. Gordon Melton National Directory of Churches, Synagogues, and Other Houses of Worship. 4 vols. Detroit, MI: Gale Research Company, 1993.
- J. Gordon Melton, Larry Murphy, Gary L. Ward Encyclopedia of African American Religion. New York: Garland Publishing, 1993. 926 pp.
- James R. Lewis, J. Gordon Melton Sex, Slander, and Salvation: Investigating The Family/Children of God, Stanford: Center for Academic Publication, 1994. 288 pp.
- J. Gordon Melton, Donald E. Miller, John B. Orr, Wade Clark Roof Politics of the Spirit: Religion and Multiethnicity in Los Angeles. Los Angeles: University of Southern California, 1994. 42 pp.
- James R. Lewis, J. Gordon MeltonChurch Universal and Triumphant In Scholarly Perspective. Stanford, CA: Center for Academic Publication, 1994. 160 pp.
- J. Gordon Melton Encyclopedia of Occultism and Parapsychology editor, 4th ed Detroit, MI: Gale Research Company, 1996. 1511 pp. ISBN 978-0-8103-5487-6; 5th ed Detroit, MI: Gale Group, 2001 2 vols. 1939 pp. ISBN 978-0-8103-9489-6
- Massimo Introvigne,J. Gordon Melton Pour en finir avec les sectes: Le débat sur le rapport de la commission parliamentaire. Turin: CESNUR/Milan: Giovanni, 1996. 355 pp.
  - Second edition: Paris: Dervy, 1996. 355 pp.
  - Third edition: Paris Éditions Dervy, 1996. 335 pp.
- J. Gordon Melton Dai Bambinio di Dio a The Family (The Children of God/The Family). Torino: Editrce Elle di ci, 1997. 76 pp. (Reprinted in Spanish, English, Portuguese and Japanese editions)
- J. Gordon Melton Finding Enlightenment: Ramtha’s School of Ancient Wisdom, Beyond Words Publishing, Inc. Hillsboro Oregon, 1998 216 pp. ISBN 1-885223-61-7 .
- J. Gordon Melton La Chiesa di Scientology (The Church of Scientology). Torino: Editrce Elle di ci, 1998. 93 pp. (Reprinted in English and French editions)
- J. Gordon Melton A Scuola di illuminazione, gli insegnamenti dell’accademia di scienze spirituali di Ramtha. Cesena, Utaly: Macro Edizioni, 1999. 257 pp.
- J. Gordon Melton Ninos de Dios. Secta o Movimento Religioso, «The Family»? Bogata, Columbia: Paulinas, 1999. 104 pp.
- Massimo Introvigne, J. Gordon Melton Gehirnwäsche und Secten. Interdisziplinäre Annäherungen. Marburg, Germany: Dialogonal-Verlag, 2000.
- J. Gordon Melton American Religions: An Illustrated History Santa Barbara: ABC-CLIO, 2000. 316 pp.
- J. Gordon Melton The Church of Scientology (Studies in Contemporary Religions, 1), Salt Lake City, UT:Signature Books (August 1, 2000), ISBN 1-56085-139-2, 80pp.
- J. Gordon Melton The Vampire Book: The Encyclopedia of the Undead, ISBN 0-8103-2295-1
- Phillip Charles Lucas, J. Gordon Melton, Jon R. Stone Prime-Time Religion: An Encyclopedia of Religious Broadcasting. Phoenix, AZ: Oryx Press, 1997. 413 pp.
- James Beverley, J. Gordon Melton International Directory of the World’s Religions: Canada. Chicago: Institute for World Spirituality, 1998. 151 pp.
- J. Gordon MeltonProtestant Faith in America. New York: Facts on Files, 2002. 128 pp.
- J. Gordon Melton Encyclopedia of American Religions, Thomson Gale; 7th edition (December 1, 2002), 1250pp, ISBN 0-7876-6384-0
- David Bromley and Gordon Melton, Cults, Religion, and Violence, New York:Cambridge University Press (May 13, 2002), 272pp, ISBN 0-521-66898-0
- Martin Baumann, J. Gordon Melton Religions of the World: A Comprehensive Encyclopedia of Beliefs and Practices, ABC-Clio (September, 2002), 1200pp, ISBN 1-57607-223-1 Rev. edition: 2010. 6. Vols.
- J. Gordon Melton L’Eglise de Scientoligie. Torino, Italy: Elledici, 2002.102 pp.
- J. Gordon Melton, The counter-cult monitoring movement in historical perspective in Challenging Religion: Essays in Honour of Eileen Barker, James A. Beckford and James T. Richardson, eds. London: Routledge, 2003. 102—113pp.
- J. Gordon Melton The Family/The Children of God. Salt Lake City, UT: Signature Books, 2004.102 pp.
- J. Gordon Melton Encyclopedia Of Protestantism, Facts on File Publishing (May 30, 2005), 628pp, ISBN 0-8160-5456-8 Rpt.: New York: Checkmark Books, 2008. 628 pp.
- J. Gordon Melton Reiki: tecnica o religione? With Andrea Menegotto. Torino, Italy: Elledici, 2005.120 pp.
- J. Gordon Melton, Thomas NelsonNelson’s Guide to Denominations: The Primary Resource for Understanding and Navigating America’s Christian Organizations, 2007
- J. Gordon Melton Os Meninos de Dios «A Familia» Eugene, OR: Resource Publications, 2007. 130 pp.
- J. Gordon Melton The Encyclopedia of Religious Phenomena. Detroit: Visible Ink Press, 2007. 380 pp.
- J. Gordon Melton A Will to Choose: The Origins of African American Methodism. Lanham, MD:Rowan & Littlefield, 2007 315 pp.
- J. Gordon Melton Nelson’s Handbook of Denominations. Nashville, TN: Thomas Nelson, 2007. 620 pp.
- Edward Irons, J. Gordon Melton Spiritual Pathways: Hong Kong. A Directory of Hong Kong’s Religious and Spiritual Communities. Hong Kong: Hong Kong Institute for Culture, Commerce, and Religion/Santa Barbara, CA: Institute for the Study of American Religion, 2008. 191 pp.
- J. Gordon Melton Encyclopedia of Protestantism (Encyclopedia of World Religions) Checkmark Books, 2008
- J. Gordon Melton Melton’s Encyclopedia of American Religions Detroit: Gale/Cengate Learning,; 8 edition, 2009 1386 pp.
- Martin Baumann, J. Gordon Melton Religions of the World: A Comprehensive Encyclopedia of Beliefs and Practices, 6 vols. SantaBarbara, CA: ABC-Clio, 2nd Edition ABC-CLIO; September, 2010
- J. Gordon Melton Religious Celebrations: An Encyclopedia of Holidays, Festivals, Solemn Observances, and Spiritual Commemorations. 2 vols. Santa Barbara, CA: ABC-Clio, 2011. 1036 pp.

переводы на другие языки
- Дж. Гордон Мелтон Энциклопедия вампиров. — Ростов н/Д.: Феникс, 1998. — 639 с. ISBN 5-222-00405-8

### Статьи
- J. Gordon Melton, Anson D. Shupe and James R. Lewis, «When Scholars Know Sin» Forum Reply to Kent and Krebs, Skeptic, 7/1 (1999): 14-21. Article, rebuttals and rejoinder available online
- J. Gordon Melton Prophéties et utopies religieuses au Canada // On My Way to Canaan Land: African American Methodists, pp, 175—190, PU Bordeaux (19 Jan 2012)
- David G. Bromley and J. Gordon Melton Reconceptualizing Types of Religious Organization: Dominant, Secularian, Alternative, and Emergent Tradition Groups // Nova Religio: The Journal of Alternative and Emergent Religions, pp, 4-88, Vol 15:No 3, February 2012

### Фильмы
- People of Faith: Christianity in America Institute for the Study of American Evangelicals, distributed by Vision Video, 2012. (Expert commentary from Mark Noll, Jean Bethke Elshtain, Thomas S. Kidd, J. Gordon Melton and many more)

### Рецензии
- Derek Davis, Review of The Church of Scientology, Journal of Church and State, 42/4 (Autumn 2000): 851—852.
- P. G. Davis, Review of Biographical Dictionary of American Cult and Sect Leaders, Religious Studies and Theology, 9 (1989): 101—103.
- James L. Garrett, Review of Encyclopedic Handbook of Cults in America, Southwestern Journal of Theology, 33 (1990): 69.
- Jeffrey Hadden, Review of Prime-time Religion, Journal for the Scientific Study of Religion, 36 (1997): 634.

### Критика
- Stephen A. Kent and Theresa Krebs, "When Scholars Know Sin: Alternative Religions and Their Academic Supporters, " Skeptic, 6/3 (1988): 36-44. Article, rebuttals and rejoinder available online

### Переводы на русский язык
- Дж. Гордон Мелтон. Энциклопедия вампиров. — Изд-во «Феникс», 1998.
- Мелтон Дж. Гордон. Рамта и его Школа Древней Мудрости: Путь к просветлению / Перев. с англ. — М.: ООО Издательство «София», 2011.